# اللبنانيون في الكويت
اللبنانيون في الكويت هم المواطنون اللبنانيون المغتربون في دولة الكويت، تُشير التقديرات إلى أن عددهم قد بلغ أكثر من 41 ألف شخص يقطن في الكويت، وتُشير تقديرات أخرى إلى أن عددهم قد تجاوز 100 ألف شخص، ويُعتبر اللبنانيون من أكثر الجاليات تواجداً في الكويت، أغلب المواطنون اللبنانيون في العاصمة الكويتية.

## التاريخ
كان أول تواجد لبناني في الكويت في العام 1915 إبان الحرب العالمية الأولى حينما زار اللبناني منيب محمود مصطفى الشلبي، الذي عمل كمصلح للساعات في الكويت وعاش فيها حتى وفاته في 1968.